# Трофей Северной Ирландии
Трофей Северной Ирландии (англ. Nothern Ireland Trophy) — профессиональный турнир по снукеру. Начал проходить с 2005 года, с сезона 2006/07 включён в список рейтинговых турниров. В последний раз под таким названием был проведён в 2008 году.
В сезоне 2016/2017 турнир был возрождён под названием Northern Ireland Open и был включен в домашнюю серию турниров. Первым чемпионом нового турнира стал Марк Кинг, обыгравший в финале Барри Хокинса со счётом 9:8.
Место: The Waterfront Hall, Белфаст, Северная Ирландия

## Победители
| Год                                | Победитель       | Финалист         | Счёт в финале | Сезон   |
| Нерейтинговый                      |                  |                  |               |         |
| ---------------------------------- | ---------------- | ---------------- | ------------- | ------- |
| 2005                               | Мэттью Стивенс   | Стивен Хендри    | 9:7           | 2005/06 |
| Рейтинговый                        |                  |                  |               |         |
| 2006                               | Дин Цзюньхуэй    | Ронни О'Салливан | 9:6           | 2006/07 |
| 2007                               | Стивен Магуайр   | Фергал О’Брайен  | 9:5           | 2007/08 |
| 2008                               | Ронни О’Салливан | Дэйв Харольд     | 9:3           | 2008/09 |
| Northern Ireland Open, рейтинговый |                  |                  |               |         |
| 2016                               | Марк Кинг        | Барри Хокинс     | 9:8           | 2016/17 |

## Формат
- 32 игрока (16 игроков из топ-16 плюс 16 прошедших квалификационный отбор);
- 1-й раунд, 1/16, 1/8 и 1/4 финала: матчи до 5 побед;
- 1/2 финала: матчи до 6 побед;
- финал: до 9 побед (2 сессии из 8 и 9 партий).

Начиная с 2016 года - все матчи до 4 побед, четвертьфиналы до 5, полуфиналы и финал - как и ранее

## Призовой фонд
- Общий призовой фонд: £ 200 500
- Призовые за вхождение в 64 лучших: £ 1 100
- Призовые за вхождение в 48 лучших: £ 1 625
- Призовые за участие в 1/16 финала: £ 2 500
- Призовые за участие в 1/8 финала: £ 4 000
- Призовые за участие в 1/4 финала: £ 5 600
- Призовые за участие в 1/2 финала: £ 7 500
- Призовые за участие в финале: £ 15 000
- Призовые за победу: £ 30 000

## Рейтинговые очки
- Победитель 5000
- Финалист 4000
- Полуфиналисты 3200
- Четвертьфиналисты 2500
- Last 16 1900
- Last 32 1400 (700 для проигравших сеяных)
- Last 48 1150 (575 для проигравших сеяных)
- Last 64 900 (450 для проигравших сеяных)
- Last 80 650 (325 для проигравших сеяных)
- Last 96 200

## Крупные брейки
- Высший брейк в квалификации: £ 500
- Максимальный брейк в квалификации: £ 1 000
- Высший брейк в финальных соревнованиях: £ 2 000
- Максимальный брейк в финальных соревнованиях: £ 20 000